# Verbo defectivo
En morfología, un verbo defectivo es un verbo cuyo paradigma flexivo o conjugación carece de alguno o varios de sus tiempos, modos o personas en su conjugación regular.

## Ejemplos
- En español se consideran defectivos los siguientes verbos: acaecer, atañer, balbucir, concernir, colorir, empedernir, fallir, guarnir, llover, nevar y usucapir. Por ejemplo, se considera que nadie dice *acaezo ni *acaezco. En la vigésima segunda edición del Diccionario de la Lengua Española editado por la Real Academia Española (2001), algunos verbos que anteriormente eran considerados defectivos, tales como agredir[1] o transgredir,[2] pasaron a presentar todas las formas de la conjugación. Este cambio fue debido al uso cada vez más extendido que se hacía de las formas cuya desinencia no comenzaban por -i. Abolir también solía considerarse defectivo pero actualmente la Real Academia Española acepta el resto de formas de la conjugación.
- En latín están coepī/coepisse, ‘haber empezado’; aiō/aiere, ‘afirmar’; meminī/meminisse, ‘haber recordado’.
- En inglés algunos auxiliares no tienen formas específicas para pasado o futuro, por ejemplo can 'poder' (no tiene forma propia de futuro ni condicional) o must 'deber' (no tiene forma propia de pasado, futuro, ni condicional) y ninguno de ellos tiene infinitivo.
- En ruso, algunos verbos (победить 'vencer', шелестеть 'susurrar' etc.) no tienen forma de primera persona de singular en presente ni en futuro.

## Causas de la defectividad
Las razones por las cuales un verbo es defectivo pueden ser varias, desde razones de contingencia o basarse en razones semánticas. 
Otro ejemplo es el verbo balbucir, el cual es defectivo porque las personas han evitado decidirse entre «yo *balbuzco» y «yo *balbuzo», considerando ambas alternativas como incorrectas. Lo mismo sucedía con «yo abolo» o «yo *abuelo», pero actualmente el Diccionario panhispánico de dudas considera válidas las desinencias con -o.
En otros casos algunas lenguas conservan como arcaísmos algunas formas de cierto verbo, pero dejan de ser productivas otras formas, dejando un paradigma defectivo. En ocasiones los paradigmas defectivos son la causa de que existan verbos de conjugación heteróclita.